# Unión Deportiva Melilla
L'Union Deportiva Melilla è una società calcistica con sede nella città autonoma di Melilla, in Spagna.
Gioca nella Segunda Federación, la quarta serie del campionato spagnolo.

## Storia
L'Unión Deportiva Melilla nacque nel 1943 dalla fusione della Juventud Español e del Melilla Fútbol Club, per poi sciogliersi nel 1956.
Dalle ceneri di quest'ultimo club sorse il Melilla Club de Fútbol, il quale nel 1976 si fuse con la Sociedad Deportiva Melilla (fondata nel 1971), dando vita all'attuale società.

## Tornei nazionali
- 1ª División: 0 stagioni
- 2ª División: 0 stagioni
- 2ª División B: 23 stagioni
- 3ª División: 11 stagioni

## Stagioni
| Stagione | Categoria | Posizione |
| -------- | --------- | --------- |
| 1976/77  | 3ª        | 16°       |
| 1977/78  | 3ª        | 4°        |
| 1978/79  | 3ª        | 2°        |
| 1979/80  | 3ª        | 10°       |
| 1980/81  | 3ª        | 3°        |
| 1981/82  | 3ª        | 8°        |
| 1982/83  | 3ª        | 4°        |
| 1983/84  | 3ª        | 10°       |
| 1984/85  | 3ª        | 3°        |
| 1985/86  | 3ª        | 8°        |
| 1986/87  | 3ª        | 3°        |
| 1987/88  | 2ªB       | 7°        |
| 1988/89  | 2ªB       | 15°       |
| 1989/90  | 2ªB       | 2°        |
| 1990/91  | 2ªB       | 6°        |
| 1991/92  | 2ªB       | 14°       |
| 1992/93  | 2ªB       | 15°       |
| 1993/94  | 2ªB       | 15°       |
| 1994/95  | 2ªB       | 12°       |
| 1995/96  | 2ªB       | 12°       |

| Stagione | Categoria | Posizione |
| -------- | --------- | --------- |
| 1996/97  | 2ªB       | 11°       |
| 1997/98  | 2ªB       | 5°        |
| 1998/99  | 2ªB       | 1°        |
| 1999/00  | 2ªB       | 9°        |
| 2000/01  | 2ªB       | 8°        |
| 2001/02  | 2ªB       | 16°       |
| 2002/03  | 2ªB       | 14°       |
| 2003/04  | 2ªB       | 7°        |
| 2004/05  | 2ªB       | 8°        |
| 2005/06  | 2ªB       | 8°        |
| 2006/07  | 2ªB       | 9°        |
| 2007/08  | 2ªB       | 7°        |
| 2008/09  | 2ªB       | 6°        |
| 2009/10  | 2ªB       | 2°        |
| 2010/11  | 2ªB       | 3°        |
| 2011/12  | 2ªB       | 5°        |
| 2012/13  | 2ªB       | 9°        |
| 2013/14  | 2ªB       | 8°        |
| 2014/15  | 2ªB       | 7°        |
| 2015/16  | 2ªB       | 9°        |

## Rosa 2020-2021
| N. |                       | Ruolo | Calciatore        |
| -- | --------------------- | ----- | ----------------- |
| 1  | Portogallo (bandiera) | P     | Léo Santos        |
| 2  | Spagna (bandiera)     | D     | Pepe              |
| 3  | Spagna (bandiera)     | D     | Victor Mena       |
| 4  | Spagna (bandiera)     | D     | Álvaro Molina     |
| 5  | Spagna (bandiera)     | D     | Jesús Muñoz       |
| 6  | Senegal (bandiera)    | C     | Sana N'Diaye      |
| 7  | Marocco (bandiera)    | C     | Youssef Al Watani |
| 8  | Spagna (bandiera)     | C     | Nando Quesada     |
| 9  | Uruguay (bandiera)    | A     | Agus Alonso       |
| 10 | Spagna (bandiera)     | C     | Mawi Sánchez      |
| 11 | Spagna (bandiera)     | C     | Juanca González   |
| 12 | Panama (bandiera)     | C     | Alejandro Ferrera |

| N. |                   | Ruolo | Calciatore       |
| -- | ----------------- | ----- | ---------------- |
| 13 | Spagna (bandiera) | P     | Rubén Gálvez     |
| 14 | Spagna (bandiera) | C     | Isma Aizpiri     |
| 17 | Spagna (bandiera) | C     | Fran García      |
| 18 | Spagna (bandiera) | C     | Borja Díaz       |
| 19 | Spagna (bandiera) | A     | Eder Díez        |
| 20 | Panama (bandiera) | D     | Jorge Gutiérrez  |
| 21 | Spagna (bandiera) | D     | Alberto González |
| 22 | Spagna (bandiera) | D     | Adrià Altimira   |

## Palmarès

### Competizioni nazionali
- Segunda División B: 1

1998-1999
- Segunda Federación: 1

2022-2023 (gruppo 5)

### Altri piazzamenti
- Segunda División B:

Secondo posto: 1989-1990 (gruppo III), 2009-2010 (gruppo IV), 2018-2019 (gruppo 4)
Terzo posto: 2010-2011 (gruppo IV)